# Astolfo (personaggio)
Astolfo è un personaggio dei poemi cavallereschi caratterizzato da grande spirito di avventura, arguzia e atteggiamenti al limite del bizzarro.

## Descrizione
Già presente in alcuni episodi del Morgante di Luigi Pulci, fu però con l'Orlando innamorato di Matteo Maria Boiardo e ancora di più con l'Orlando furioso di Ludovico Ariosto che divenne un personaggio memorabile. Paladino di Carlo Magno originario dell'Inghilterra, è un individuo focoso ed impulsivo, protagonista di imprese mirabolanti. Nel Furioso è il personaggio che più di ogni altro rimane coinvolto in avventure incredibili, come il volo fino in Etiopia sull'Ippogrifo, la discesa all'Inferno, per ricacciarvi le Arpie, e infine, una volta giunto sul Paradiso terrestre, il celebre volo sulla luna, a bordo di un carro celeste (che rapì un tempo il profeta Elia), alla cui guida si pone ora l'evangelista Giovanni, per recuperarvi il senno perduto da suo cugino Orlando e finito, come tutte le cose perdute dagli uomini sulla Terra, nel vallone degli "oggetti lunari".

## Origine del nome
Deriva dal nome germanico Haistulf, nome composto da haist (di significato incerto, forse "furioso", "violento") o forse ast ("asta", "lancia"), e vulf ("lupo")

## Gesta di Astolfo nell'Orlando Furioso
- canto VI, 27 e ss.: è ritrovato da Ruggiero nell'isola della maga Alcina (secondo alcuni il Giappone) trasformato in un mirto (episodio ispirato a quello di Polidoro nell'Eneide e a quello di Pier della Vigna nell'Inferno di Dante).
- VI, 46: viene precisato che è stato l'amante di Alcina.
- VIII, 16: recupera la forma umana per opera della maga Melissa.
- XV, 13: riceve due doni prodigiosi: un corno che infonde il terrore in chi lo ascolta e un libro incantato.
- XV, 38: sconfigge Caligorante e uccide Orrilo.
- XVIII, 96; XIX, 43: va con Sansonetto alla giostra di Damasco.
- XIX, 54: approda con i compagni ad Alessandria.
- XX, 66: in questa città riconosce il suo cugino Guidon Selvaggio.
- XX, 87; XXII, 4: mette in fuga con il corno fatato le donne di Alessandria.
- XXII, 7: suoi viaggi a Londra e in Francia.
- XXII, 13: giunge al palazzo incantato di Atlante.
- XXII, 23: spezza l'incantesimo e doma l'ippogrifo.
- XXXIII, 96: vola in Etiopia sull'ippogrifo.
- XXXIII, 119; XXXIV, 4: scaccia con il corno le Arpie che infestano la mensa al re Senapo, noto in occidente come Prete Gianni.
- XXXIV, 4: raggiunge la porta dell'Inferno.
- XXXIV, 7: l'ombra di Lidia gli narra la sua sciagurata storia d'amore.
- XXXIV, 46: chiude le Arpie in una spelonca (esse simboleggiano nel poema i mali che affliggono l'Italia).
- XXXIV, 48: raggiunge il Paradiso terrestre e vi trova Enoch, Elia e San Giovanni Evangelista.
- XXXIV, 68: a bordo del Carro di Elia varca la sfera del fuoco e raggiunge la Luna.
- XXXIV, 81-87: uno degli episodi più famosi dell'Orlando Furioso: sulla Luna trova tutto ciò che si è perso sulla Terra (inclusi i versi ch'in laude dei signor si fanno, stoccata autobiografica), e poi riparte con un'ampolla contenente il senno di Orlando.
- XXXVIII, 24: restituisce la vista a re Senapo.
- XXXVIII, 29: imprigiona in un otre il vento Noto.
- XXXVIII, 33: cambia i sassi in cavalli.
- XXXIX, 57: restituisce il senno ad Orlando.
- XL, 14: espugna Biserta.
- XLIV, 23: rimanda i Nubiani al loro paese e torna in Francia.

## Nella cultura di massa
- Astolfo è stato interpretato da Duilio Del Prete nello spettacolo teatrale Orlando furioso del 1969 tratto diretto da Luca Ronconi, e da Peter Chatel nello sceneggiato televisivo del 1975 diretto dallo stesso regista.
- La canzone Astolfo dei Negramaro è incentrata sulla sua figura.
- Astolfo è anche uno dei personaggi nei romanzi e nell'anime di Fate/Apocrypha, dove viene raffigurato come un ragazzo con fattezze androgine.
- La canzone In volo contenuta nel primo album del Banco del Mutuo Soccorso ha il testo ispirato ai viaggi di Astolfo sull'Ippogrifo.
- La casa editrice fiorentina Clinamen ha intitolato una delle sue collane "La Biblioteca d'Astolfo".
- Nelle celebrazioni del 1933 per il IV centenario ariostesco a Ferrara Italo Balbo, noto anche come aviatore, amava paragonarsi a personaggi mitici e il personaggio che più lo affascinò fu l'Astolfo descritto da Ludovico Ariosto.